# Kalkofen (Kürten)
Kalkofen ist ein Ortsteil in der Gemeinde Kürten im Rheinisch-Bergischen Kreis. Die Straße heißt Am Kalkofen.

## Geschichte
Im südlich angrenzenden Wald gibt es Steinbrüche,  an denen der Kalkstein aus der Paffrather Kalkmulde gewonnen wurde. Anschließend wurden die Steine in einem Kalkofen noch bis zum Ersten Weltkrieg zu Kalk gebrannt. Der Kalkofen ist seit der zweiten Hälfte des 19. Jahrhunderts auf amtlichen Karten vermerkt. Auf der Preußischen Neuaufnahme von 1893–1896 ist an der Stelle des heutigen Hauses Wipperfürther Straße 50 sowie im Bereich des Kalkofens Bebauung eingezeichnet.
Nach dem Zweiten Weltkrieg entwickelte sich entlang des Weges durch den Bau mehrerer Häuser eine neue Siedlung.

## Bergbau
In der Umgebung von Kalkofen lag das Grubenfeld Gustav-Adolph, das mit der Grube Luther konsolidiert war. Mittig zwischen den Orten Kalkofen und Keller findet man die Pinge eines Versuchsschachts, die von einer kreisrunden Halde umgeben ist. Ebenfalls vom Bergbau stammen vier Schurfgräben in der näheren Umgebung.